# Фосфиновые кислоты
Фосфи́новые кисло́ты — фосфорсодержащие органические соединения общей формулы R2P(=O)OH, формально являющиеся замещенными производными фосфиновой кислоты Н2P(=O)OH.
Соли и сложные эфиры фосфиновых кислот — фосфинаты.

## Физические свойства
Почти все фосфиновые кислоты — кристаллы при нормальных условиях (исключением является, например, (СF3)2POOH). Низшие фосфиновые кислоты хорошо растворяются в воде, с увеличением молекулярной массы растворимость в воде снижается, зато возрастает растворимость в хлороформе, бензоле, нитрометане. Для алифатических и ароматических фосфиновых кислот значения рКа в H2O 2,3-3,5 (в 80%-ном этаноле ~4,4). Кислота (CF3)2POOH — одна из наиболее сильных (рКа<1).
В спектре ЯМР 31P химические сдвиги для фосфиновых кислот находятся в области 22-75 м.д., полоса поглощения в ИК спектре связи P=O в области 1140—1210 см−1.

## Химические свойства
Основные реакции:
1. Образование ангидридов при 400°С:
2. :: {\displaystyle {\mathsf {R_{2}P(O)OH\rightarrow R_{2}P(O)P(O)R_{2}+H_{2}O}}}
3. Образование эфиров при действии катализатора:
{\displaystyle {\mathsf {R_{2}P(O)OH+CH_{3}OH\rightarrow R_{2}P(O)OCH_{3}+H_{2}O}}}
4. Разрыв связей P—С при действии растворов щелочей.
5. Восстановление до фосфинов:
{\displaystyle {\mathsf {R_{2}P(O)OH+2[H]\rightarrow R_{2}PH+H_{2}O}}}

## Получение
Получают действием на монохлорфосфины хлора, а затем воды:
{\displaystyle {\mathsf {R_{2}PCl+Cl_{2}\rightarrow R_{2}PCl_{3}}}}
{\displaystyle {\mathsf {R_{2}PCl_{3}+2H_{2}O\rightarrow R_{2}P(O)OH+3HCl}}}

## Применение
Используются в лабораторной практике и органическом синтезе. Также используют соль фосфиновой кислоты в средствах удаления накипи.